# Toxabramis hoffmanni
Toxabramis hoffmanni är en fiskart som beskrevs av Lin, 1934. Toxabramis hoffmanni ingår i släktet Toxabramis och familjen karpfiskar. IUCN kategoriserar arten globalt som otillräckligt studerad. Inga underarter finns listade i Catalogue of Life.